# Кичук Ганна Марківна
Ганна Марківна Кичук (нар. 6 липня 1942, с. Верещаки поблизу Ланівців) — українська бібліотекарка, педагогиня, краєзнавиця, громадсько-політична діячка, літераторка. Лауреатка конкурсу «Людина року-2020» (Тернопільщина).

## Життєпис
Ганна Кичук народилася 6 липня 1942 в селі Верещаки Лановецького району Тернопільської области, нині — Україна.
Закінчила Теребовлянський культосвітній технікум (1961, нині — Теребовлянський фаховий коледж культури і мистецтв), філологічний факультет Луцького педагогічного інституту імені Лесі Українки (1971, нині — Волинський національний університет імені Лесі Українки).
Працювала:
- бібліотекаркою в с. Лідихів Кременецького району та родинному селі;
- педагогинею Погуленківської восьмирічки (Любешівського району Волинської области) й Верещаківської школи української та німецької мов, образотворчого мистецтва (1963—1986) та Новосільської спеціалізованої школи-інтернат.

Нині проживає із сім'єю в Новому Селі Тернопільського району та продовжує творчу працю.

### Громадська діяльність
Була делегаткою Другого з'їзду Народного руху України, Другого з'їзду УРП, Всеукраїнської конференції Товариства української мови імені ТарасаШевченка, Світового форуму СУ, депутатом Підволочиської районної ради (1991—1995).
Організаторка музею в с. Гнилички Підволочиського району (2004, нині — Тернопільського району).

## Доробок
Авторка книг «Відлітають журавлі» (1998), «Розстріляна юність» (2006), «До зір — через терня» (2011, у співавторстві з І. А. Климишиним), «Ланівчани: постаті й долі» (2012).